# لوسی شاپیرو
لوسی شاپیرو (انگلیسی: Lucy Shapiro؛ زادهٔ ۱۶ ژوئیهٔ ۱۹۴۰) دانشمند در زمینه زیست‌شناسی اهل ایالات متحده آمریکا است.
لوسی شاپیرو، استاد زیست‌شناسی رشدی در دانشکده پزشکی دانشگاه استنفورد، در مصاحبه‌ای ادعا می‌کند که حافظه‌ای ایدئتیک یا حافظه عکاسی دارد، و اگر صفحه‌ای را ببیند یا چیزی بنویسد، مانند عکس گرفتن در ذهن به خاطر می‌سپارد.
وی همچنین برندهٔ جوایزی همچون نشان ملی علوم، جایزه سلمان واکسمن در میکروبیولوژی، جایزه گاردینر، جایزه پرل مایستر گرینگارد، و جایزه لوئیزا گراس هوروویتس شده‌است.